# Drahnsdorf
Drahnsdorf ist eine Gemeinde im Landkreis Dahme-Spreewald in Brandenburg. Sie wird vom Amt Unterspreewald verwaltet.

## Geografie
Die Gemeinde wird von der Dahme durchflossen.
Nachbargemeinden sind, Golßen im Norden, Kasel-Golzig im Osten, Luckau im Süden, Dahmetal im Landkreis Teltow-Fläming im Westen und Steinreich im Nordwesten.

## Gemeindegliederung
- Ortsteil Drahnsdorf mit dem Gemeindeteil Krossen (niedersorbisch Krosno)
- Ortsteil Falkenhain (Sokolnik) mit dem Gemeindeteil Schäcksdorf (Šekojce)

Hinzu kommen die Wohnplätze Brandmühle, Kleine Mühle und Vordermühle.

## Geschichte
Drahnsdorf wurde in einer Urkunde vom 22. Februar 1364 als Droynstorf erstmals urkundlich erwähnt. Drahnsdorf und Falkenhain gehörten seit 1816 zum Kreis Luckau in der Provinz Brandenburg und ab 1952 zum Kreis Luckau im DDR-Bezirk Cottbus. Seit 1993 liegen die Orte im brandenburgischen Landkreis Dahme-Spreewald.
Die ehemals selbstständigen Gemeinden Drahnsdorf und Falkenhain schlossen sich am 31. Dezember 2002 zur Gemeinde Drahnsdorf zusammen. Drahnsdorf gehörte bis zu diesem Zeitpunkt zum Amt Luckau, Falkenhain zum Amt Golßener Land. Die neu entstandene Gemeinde wurde Teil des Amtes Golßener Land, bevor sie am 1. Januar 2013 zum neu entstandenen Amt Unterspreewald wechselte.
Der Ortsteil Falkenhain wurde 1409, Schäcksdorf 1527 erstmals urkundlich erwähnt. Durch Beschluss des Wiener Kongresses von 1815 wurde die vorher sächsische Niederlausitz und mit ihr Drahnsdorf preußisch und der Provinz Brandenburg angeschlossen. Im 19. Jahrhundert gehörte das Gut Drahnsdorf den Freiherren von Manteuffel. Ende 1858 zog sich Otto von Manteuffel nach seiner Entlassung als preußischer Ministerpräsident hierher zurück.

## Bevölkerungsentwicklung
| Jahr | Einwohner |
| ---- | --------- |
| 1875 | 278       |
| 1890 | 279       |
| 1910 | 297       |
| 1925 | 312       |
| 1933 | 287       |
| 1939 | 273       |

| Jahr | Einwohner |
| ---- | --------- |
| 1946 | 452       |
| 1950 | 410       |
| 1964 | 383       |
| 1971 | 408       |
| 1981 | 556       |
| 1985 | 528       |

| Jahr | Einwohner |
| ---- | --------- |
| 1990 | 523       |
| 1995 | 511       |
| 2000 | 463       |
| 2005 | 665       |
| 2010 | 622       |
| 2015 | 611       |

| Jahr | Einwohner |
| ---- | --------- |
| 2020 | 675       |
| 2021 | 683       |
| 2022 | 688       |
| 2023 | 676       |
| 2024 | 687       |

Gebietsstand des jeweiligen Jahres, Einwohnerzahl: Stand 31. Dezember (ab 1991): Stand 31. Dezember (ab 1991), ab 2011 auf Basis des Zensus 2011, ab 2022 auf Basis des Zensus 2022

## Religion

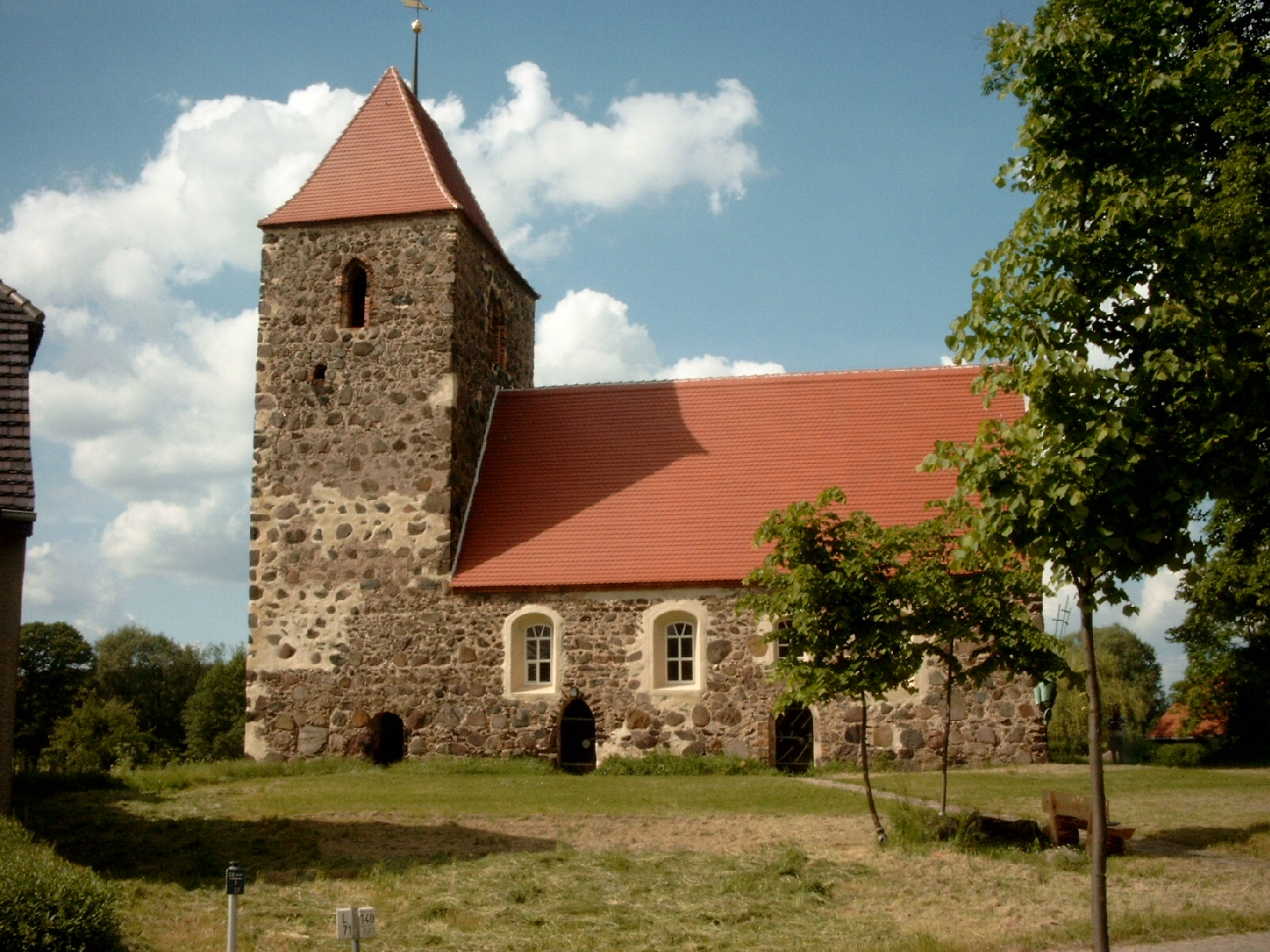
Dorfkirche Drahnsdorf

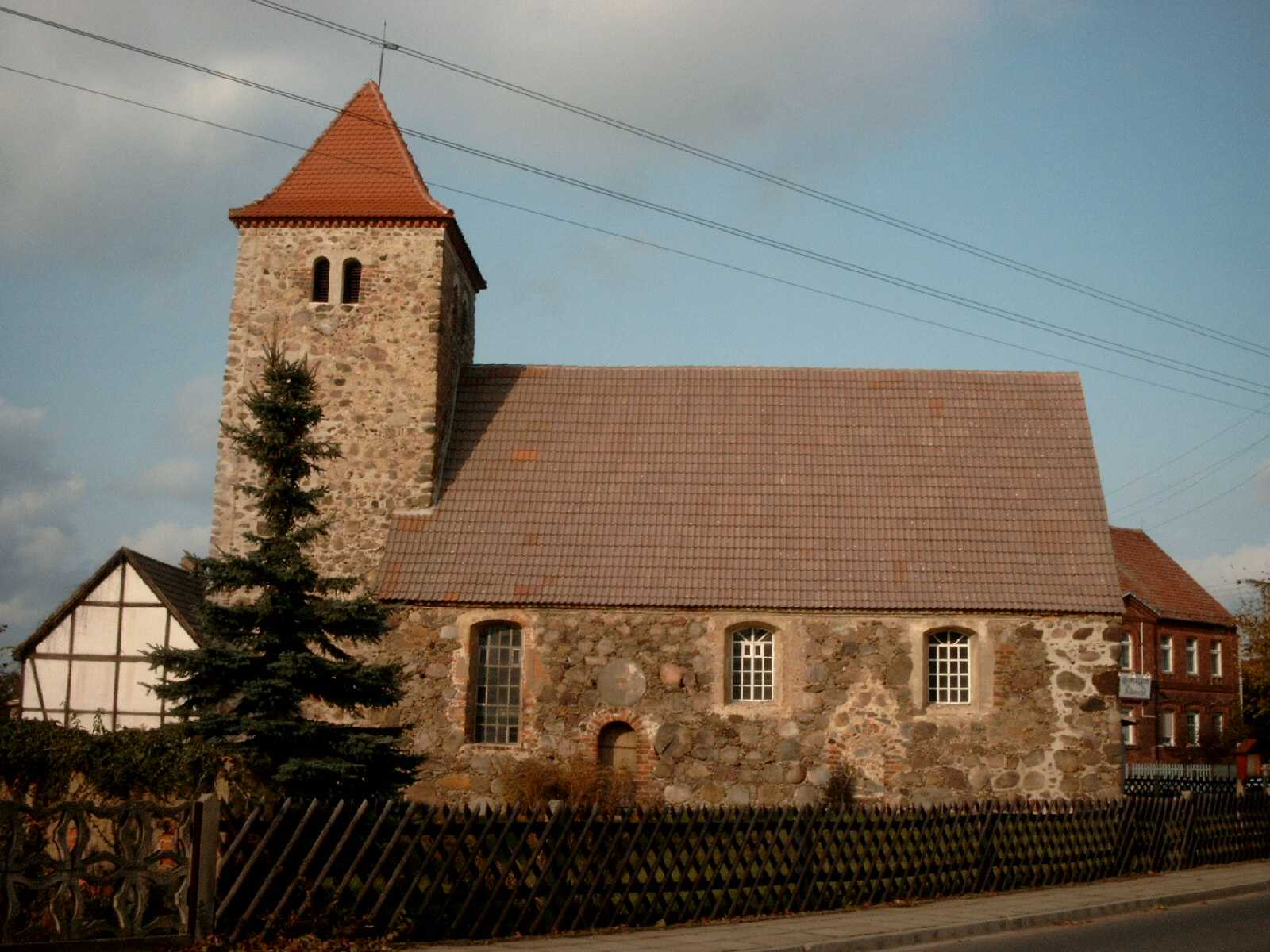
Dorfkirche Falkenhain

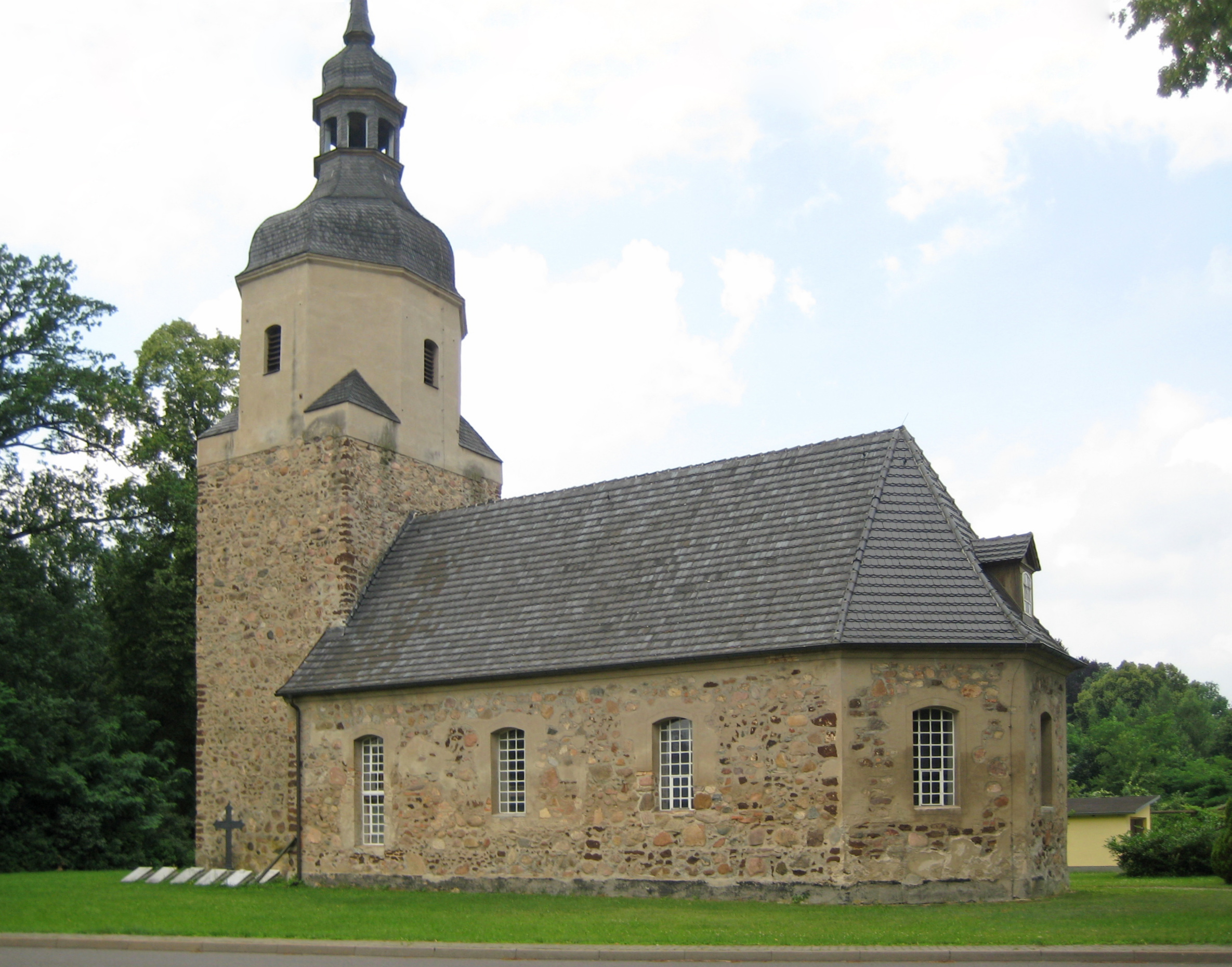
Dorfkirche Krossen

28 % der Einwohner von Drahnsdorf sind evangelisch, nur 2 % katholisch. Die evangelischen Kirchengemeinden Drahnsdorf, Falkenhain und Krossen mit ihren Dorfkirchen gehören zum Pfarrsprengel Dahme-Berste-Land in der Region Luckau des Kirchenkreises Niederlausitz der Evangelischen Kirche Berlin-Brandenburg-schlesische Oberlausitz. Die wenigen Katholiken sind der Pfarrei Christus König in Luckau zugeordnet, die zum Dekanat Lübben-Senftenberg des Bistums Görlitz gehört; deren nächste Filialkirche ist St. Maria Regina Rosarii in Golßen.

## Politik

### Gemeindevertretung
Die Gemeindevertretung von Drahnsdorf besteht aus acht Gemeindevertretern und dem ehrenamtlichen Bürgermeister. Die Kommunalwahl am 9. Juni 2024 führte bei einer Wahlbeteiligung von 67,7 % zu folgendem Ergebnis:
| Partei / Wählergruppe            | Stimmenanteil | Sitze |
| -------------------------------- | ------------- | ----- |
| Wählergemeinschaft Wir von hier! | 59,4 %        | 5     |
| Wählergruppe Drahnsdorf          | 40,6 %        | 3     |

### Bürgermeister
- 1998–2014: Ulrich Kresse[9]
- 2014–2024: Edith Grundey[10]
- seit 2024: Steffen Buhl (Wählergruppe Wir für hier!)

Buhl wurde bei der Bürgermeisterwahl am 9. Juni 2024 mit 62,6 % der gültigen Stimmen für eine Amtszeit von fünf Jahren gewählt.

## Sehenswürdigkeiten

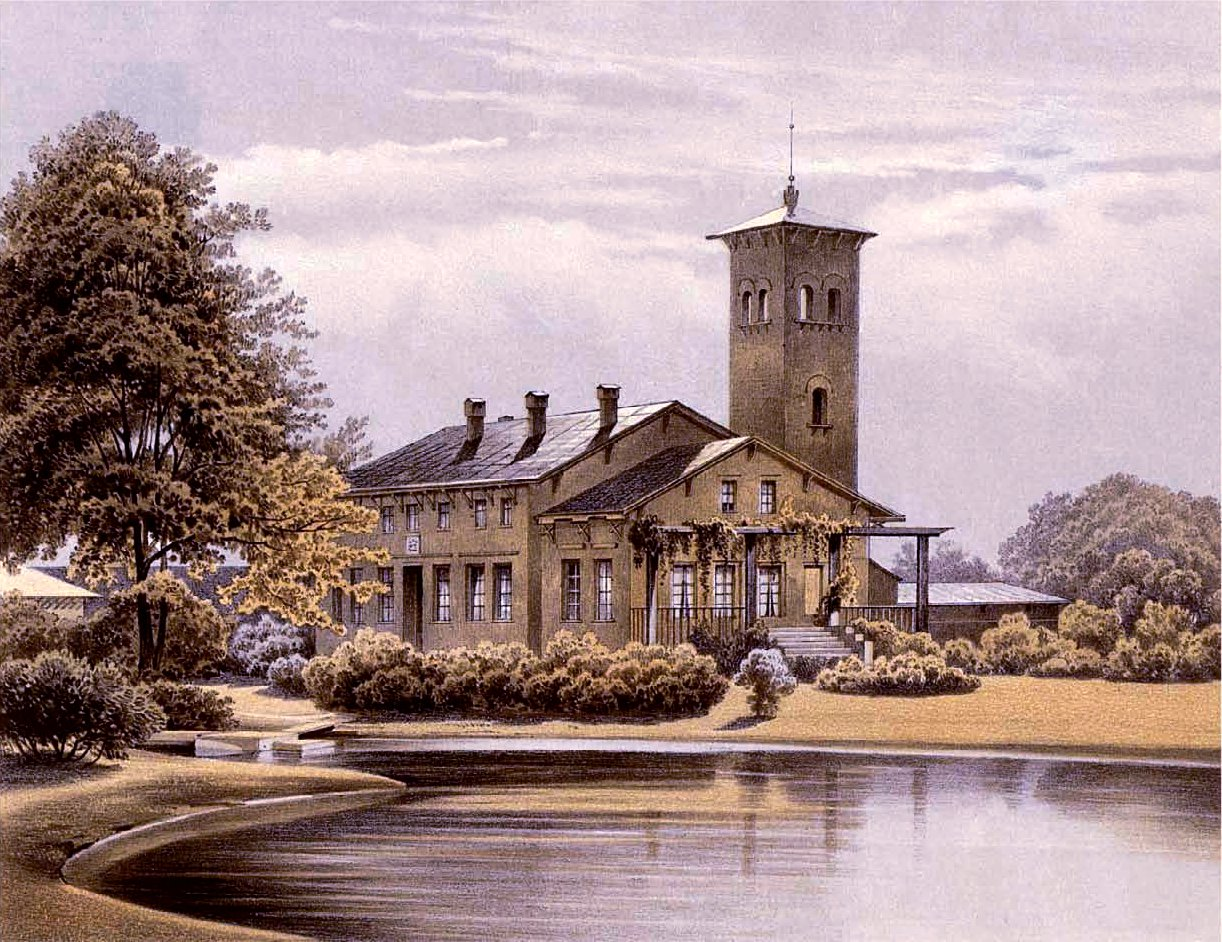
Gut Krossen um 1860, Sammlung Alexander Duncker

- Dorfkirche Drahnsdorf, vermutlich in der ersten Hälfte des 15. Jahrhunderts entstandene Feldsteinkirche. Um 1700 wurden die meisten Öffnungen „barock“ überformt. Im Innern steht unter anderem ein Altarretabel, das der Maler Böttger aus Beeskow 1619 schuf.
- Dorfkirche Krossen, entstand in der Mitte des 15. Jahrhunderts. Um 1745 führte der Maurermeister Christian Höhne aus Lübben zahlreiche Umbaumaßnahmen durch. Im Innern steht unter anderem ein Kanzelaltar aus dem Jahr 1748.
- Dorfkirche Falkenhain, schlichter Findlingsbau
- Brandmühle

In der Liste der Baudenkmale in Drahnsdorf stehen die in der Denkmalliste des Landes Brandenburg eingetragenen Baudenkmale.

## Wirtschaft und Infrastruktur

### Verkehr
Drahnsdorf liegt an der Landesstraße L 71 zwischen Dahme und Leibsch. Die Kreisstraße K 6145 verbindet Drahnsdorf mit dem Ortsteil Falkenhain und Golßen.
Der Haltepunkt Drahnsdorf liegt an der Bahnstrecke Berlin–Dresden. Er wird von der Regionalexpresslinie RE 8 Berlin Hbf–Elsterwerda / Finsterwalde im Zwei-Stunden-Takt bedient.

### Bildung
- Grundschule Drahnsdorf – geschlossen seit 2010

### Sport
- SG Einheit Drahnsdorf

## Persönlichkeiten
- Otto von Manteuffel (1805–1882), 1850–1858 preußischer Ministerpräsident, lebte nach seiner Entlassung in Drahnsdorf